# Sala Brand AB
Sala Brand AB är ett svenskt verkstadsföretag i Sala kommun.
Sala Brand är en lastbilspåbyggare som tillverkar tyngre brandbilar på chassier från leverantörer som Scania, Volvo med flera. Företaget är också generalagent för österrikiska brandfordonstillverkaren Rosenbauer och tyska maskinstegetillverkaren Magirus och säljer också Sverigeanpassadefordon samt stegar från dessa företag, och tillbehörsutrustning för räddningstjänster.
Företaget har sin produktionsanläggning strax öster om Sala och tillverkar 40-50 brandfordon per år.
Sala Brand AB såldes 2021 av Andersérs Mekaniska Verkstad AB i Sala till finländska Nordic Rescue Group.